# NGC 7793
NGC 7793 är en flockig spiralgalax i stjärnbilden Bildhuggaren. Den upptäcktes den 14 juli 1826 av den skotska astronomen James Dunlop. Galaxen ligger på ett avstånd av 12,2 miljoner ljusår och avlägsnar sig med en heliocentrisk radialhastighet på 227 km/s. NGC 7793 är en av de fem ljusstarkaste galaxerna inom Sculptorgruppen.
Den morfologiska klassen för NGC 7793 är SA(s)d, vilket anger att den är en spiralgalax utan stavar (SA) utan inre ringstruktur(er) och armarna är löst lindade och oorganiserade (d). Den har ett flockigt utseende med en mycket liten utbuktning och en stjärnhop vid kärnan. Den galaktiska skivan lutar i en vinkel på 53,7° mot siktlinjen från jorden. Den synliga profilen är elliptisk till formen med en vinkelstorlek på 9,3 × 6,3 bågminuter och en storaxel i linje vid en positionsvinkel på 99,3°. Det finns två närliggande dvärggalaxer som följeslagare.
NGC 7793 är hemvist för den ultralysande röntgenpulsaren (ULXP) kallad NGC 7793 P13 (som tidigare tros hysa ett svart hål), som består av en 0,42 sekunder lång pulsar i en 64 dygn lång omloppsbana med en följeslagarstjärna B9Ia med en massa på 18–23 solmassor.

## Supernova
En supernova har observerats i NGC 7793. SN 2008bk (typ II-P, magnitud 12,6) och upptäcktes av Berto Monard den 25 mars 2008. Den nådde en skenbar magnitud på 12,5, vilket gör den till den näst ljusaste supernovan år 2008. Denna supernova var en röd superjätte som observerades bara 547 dygn före utbrottet.

## Galleri

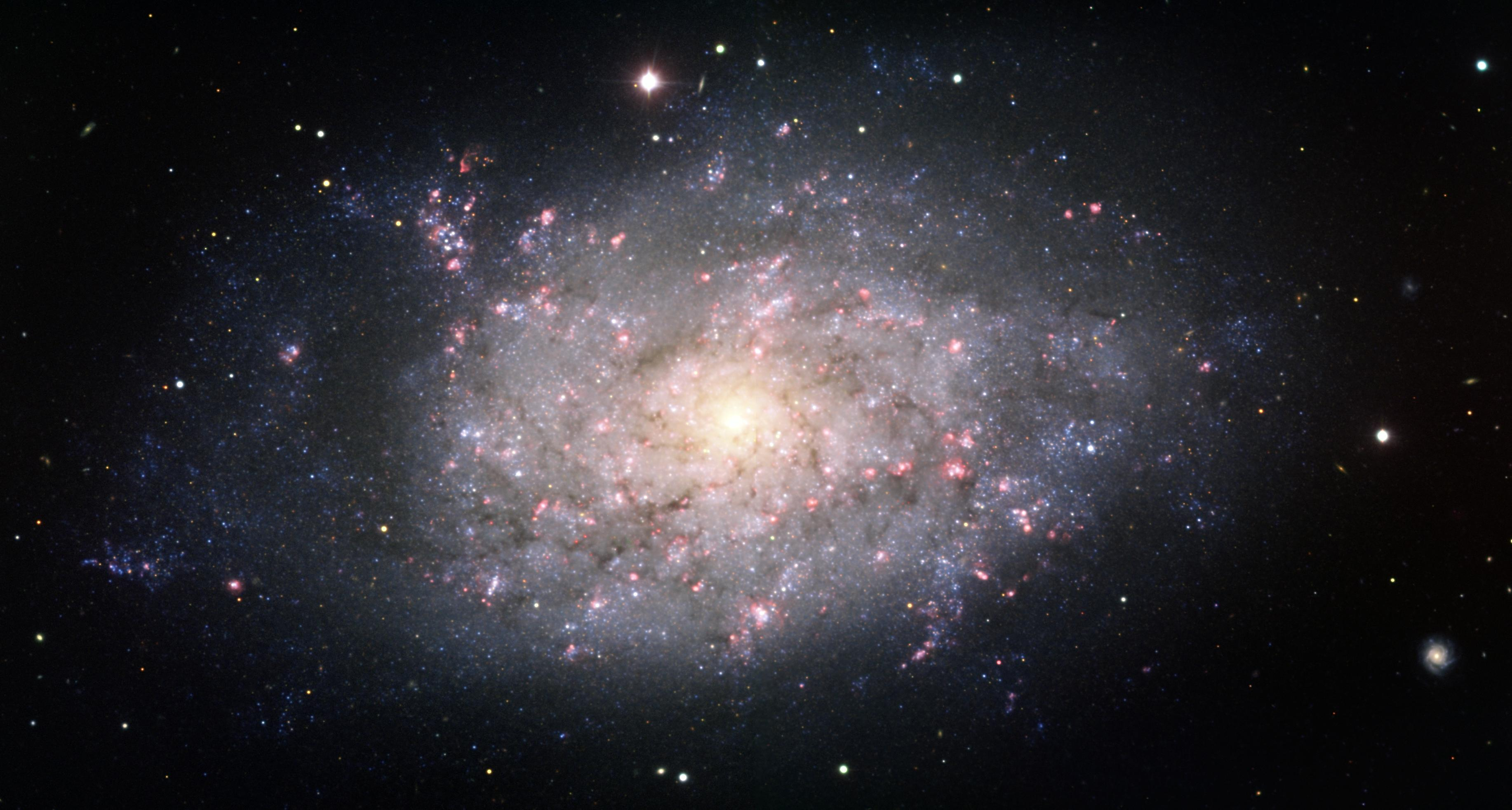
Visuell och infraröd bild av NGC 7793
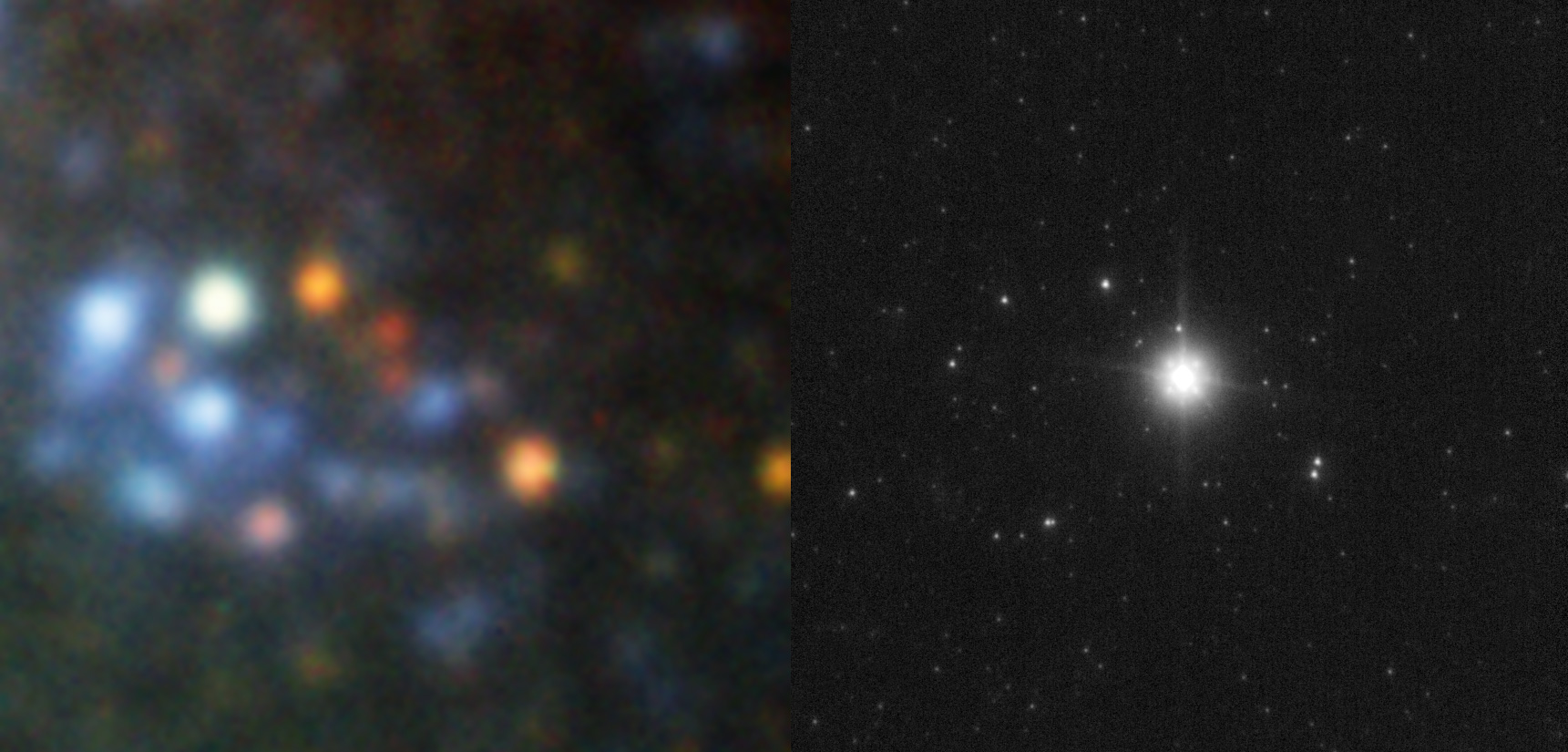
SN 2008bk före utbrottet (vänster) och efter utbrottet (höger)
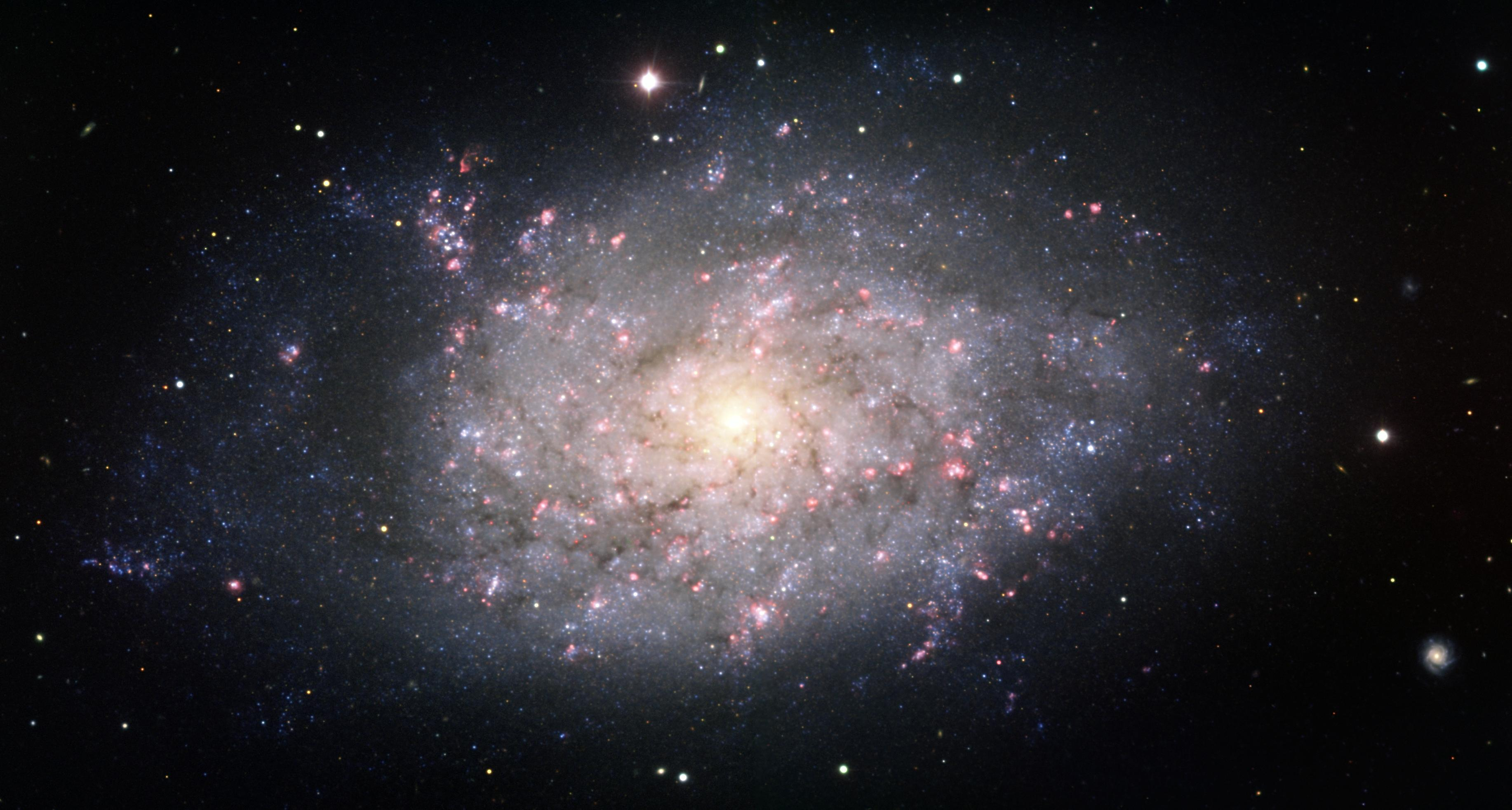
Bild på NGC 7793 tagen av Europeiska sydobservatoriet